# Каириру (остров)
Каириру (Кайриру; англ. Kairiru) — вулканический остров в западной части Новогвинейского моря, находится у северо-восточного берега Новой Гвинеи, входит в состав Папуа — Новой Гвинеи. Административно относится к округу Вевак провинции Восточный Сепик.

## География
Расположен в 18 км от побережья Новой Гвинеи, примерно в 20 км северо-западнее столицы провинции — Вевак. От ближайшего острова — Мушу (Мусху), который находится менее чем в километре южнее, отделен одноименным проливом. С запада в остров вдаётся бухта Виктория, ограниченная на севере мысом Онаму (англ. Onamu), а с южной стороны мысом Улекуп (англ. Ulekup). Площадь острова — 54 км², периметр поверхности — 37 км, ширина составляет 5,7 км, длина — 13 км. Наивысшая точка — Мелангис (англ. Melangis) расположена на высоте 1021 (940) м над уровнем моря. В центральной горной части острова находится озеро Мелангис, с которым связано множество местных легенд и поверий. Ближайшие соседние острова: Мушу (800 м южнее), Юо (5 км юго-западнее), Карасау (7 км юго-западнее), Уней (11 км юго-западнее) и Валис (Валиф; 21 км северо-западнее).

## Население
Население острова составляет примерно 5 тысяч человек, которое сконцентрировано в 10 основных населенных пунктах, раскиданных по всему периметру острова.

## История
Во время Второй мировой войны, в декабре 1942 года был захвачен японцами, использовался флотом Японии для ведения боевых действий в Тихом океане. Окончательно был сдан союзникам только после капитуляции Японии в сентябре 1945 года, репатриация японских солдат началась в конце декабря 1945 года.

## Фауна
- Dobsonia magna[англ.] (лат. Dobsonia magna);
- Macroglossus minimus[англ.] (лат. Macroglossus minimus);
- Nyctimene aello[англ.] (лат. Nyctimene aello);
- Nyctimene albiventer[англ.] (лат. Nyctimene albiventer);
- Syconycteris australis[англ.] (лат. Syconycteris australis);
- Hipposideros ater[англ.] (лат. Hipposideros ater);
- Hipposideros maggietaylorae[англ.] (лат. Hipposideros maggietaylorae);
- Pipistrellus papuanus[англ.] (лат. Pipistrellus papuanus)[10];